# Yoann Kowal
Yoann Kowal (Nogent-le-Rotrou, 28 mei 1987) is een Franse middellangeafstandsloper, die gespecialiseerd is in de 1500 en 3000 m. Hij nam tweemaal deel aan de Olympische Spelen, maar won hierbij geen medailles.

## Biografie
In 2009 liet Kowal zich een eerste keer opmerken op een internationaal toernooi: Op de Europese indoorkampioenschappen in Turijn werd hij derde op de 1500 m, achter Rui Silva en Diego Ruiz. Op de Europese kampioenschappen van 2010 in Barcelona eindigde Kowal op de vijfde plaats op de 1500 m.
Op de Olympische Spelen van 2012 in Londen nam hij deel aan de 1500 m. Met een tijd van 3.41,12 in de series plaatste hij zich voor de halve finale. Daarin strandde hij met een tijd van 3.43,48.
Twee jaar later, op de Europese kampioenschappen in Zürich, veroverde Kowal zijn eerste grote titel. Op de 3000 m steeple werd hij Europees kampioen. Overigens zag het daar aanvankelijk niet naar uit, omdat hij als tweede de finish was gepasseerd achter zijn landgenoot Mahiedine Mekhissi-Benabbad. Deze werd echter gediskwalificeerd, omdat hij, voordat hij de finishlijn was gepasseerd, zijn shirt had uitgetrokken en daar omstandig mee had lopen zwaaien.

## Titels
- Europees kampioen 3000 m steeple - 2014
- Frans kampioen 1500 m - 2008, 2010
- Frans kampioen veldlopen - 2009

## Persoonlijke records
Outdoor
| Afstand        | Prestatie | Datum        | Plaats              |
| -------------- | --------- | ------------ | ------------------- |
| 1500 m         | 3.33,75   | 8 juli 2011  | Parijs              |
| 3000 m         | 7.56,88   | 15 mei 2011  | Montgeron           |
| 2000 m steeple | 5.37,10   | 30 juli 2006 | Les Sables-d'Olonne |
| 3000 m steeple | 8.12,53   | 9 juni 2013  | Rabat               |

Indoor
| Afstand | Prestatie | Datum            | Plaats    |
| ------- | --------- | ---------------- | --------- |
| 1500 m  | 3.38,07   | 5 februari 2011  | Stuttgart |
| 2000 m  | 5.04,18   | 26 januari 2013  | Bordeaux  |
| 3000 m  | 7.44,26   | 14 februari 2012 | Liévin    |

## Palmares

### 1500 m
- 2009:  EK indoor – 3.44,75
- 2009:  EK team - 3.42,73
- 2009: 8e in series WK - 3.46,42
- 2010:  Bislett Games – 3.38,34
- 2010: 5e EK – 3.43,71
- 2010: 7e IAAF/VTB Bank Continental Cup - 3.39,30
- 2011: 5e in series EK indoor - 3.48,51
- 2011: 8e in ½ fin. WK - 3.37,44
- 2012: 8e in ½ fin. OS - 3.43,48

### 3000 m
- 2012: 10e WK indoor – 7.47,81

### 3000 m steeple
- 2006: 9e in series WK junioren - 8.58,74
- 2007: 1e in series EK U23 - 8.36,11
- 2013:  Jeux de la Francophonie - 8.43,79
- 2013: 8e WK - 8.17,41
- 2014:  EK - 8.26,66
- 2015: 4e in series WK - 8.41,65
- 2016:  EK - 8.30,79
- 2016: 5e OS - 8.16,75

### veldlopen
- 2005: 106e WK junioren - 28.23